# Beit Aharon V'Hosafot
Beit Aharon V'Hosafot (Beit Aharon avec des commentaires) est un livre du rabbin Avraham David Lavut (1814-1890) publié pour la première fois en 1878 (5638).
C'est le troisième ouvrage d'Avraham David Lavut, après Kav Naki 1868 (5628) et Netiv Hachaim Al Derech Hachaim 1870 (5630).
En 1690 (5450), le rabbin Aaron bar Shmuel publie son ouvrage Beit Aharon. On y trouve les sources et les références pour tous les versets cités et expliqués dans le Talmud de Babylone et dans le Talmud de Jerusalem, les Midrashim, le Zohar ainsi que dans des commentaires de la Torah.
Avraham David Lavut veut mettre à jour cette œuvre, corrigeant les paginations et ajoutant de nouvelles références. Ces dernières appartiennent à trois catégories:
1. Une liste des versets de la Torah en rapport avec les 613 commandements, avec des renvois dans le Talmud et les Codes de Lois, avec des commentaires pour chaque commandement.
2. Des sources de références pour des importants ouvrages de la Kabbale, tels que le Tikkunei Zohar et Eitz Chaim, un travail inédit.
3. Des sources de références pour tous les écrits du rabbin Shneur Zalman de Liadi (1745-1812), le premier Rebbe de Loubavitch et de son fils le rabbin DovBer Schneuri (1773-1827), le deuxième Rebbe de Loubavitch, publiés à l'époque.

L'ouvrage Beit Aharon V'Hosafot est publié avec une recommandation du rabbin Shmuel Schneersohn (1834-1882), le quatrième Rebbe de Loubavitch.